# Skały nad Boiskiem
Skały nad Boiskiem – grupa skał w miejscowości Dubie w województwie małopolskim, w powiecie krakowskim, w gminie Krzeszowice. Wznoszą się na południowo-zachodnich zboczach Skałek – niewielkiego samotnego wzniesienia u wylotu Doliny Racławki i Doliny Szklarki na Wyżynie Olkuskiej będącej częścią Wyżyny Krakowsko-Częstochowskiej.
Są to skały wapienne. Jeszcze do niedawna nie miały nazwy. Dawniej czasami wspinano się tutaj metodą hakową, ale intensywną eksplorację skał rozpoczęto dopiero w 2016 roku. Środkami i staraniem gminy Krzeszowice zagospodarowano teren wokół skałek. Oprócz boiska, od którego pochodzi nazwa skał, wyplantowano teren, wykonano niewielki parking, plac zabaw dla dzieci i ścieżki. Ze środków różnych jednostek samorządowych oraz instytucji ochrony przyrody sfinansowano materiały niezbędne do przygotowania skał do wspinaczki skalnej. Prace związane z tym (oczyszczanie skał i zamontowanie na nich asekuracji w postaci ringów i stanowisk zjazdowych) wykonali społecznie członkowie fundacji Wspinka.

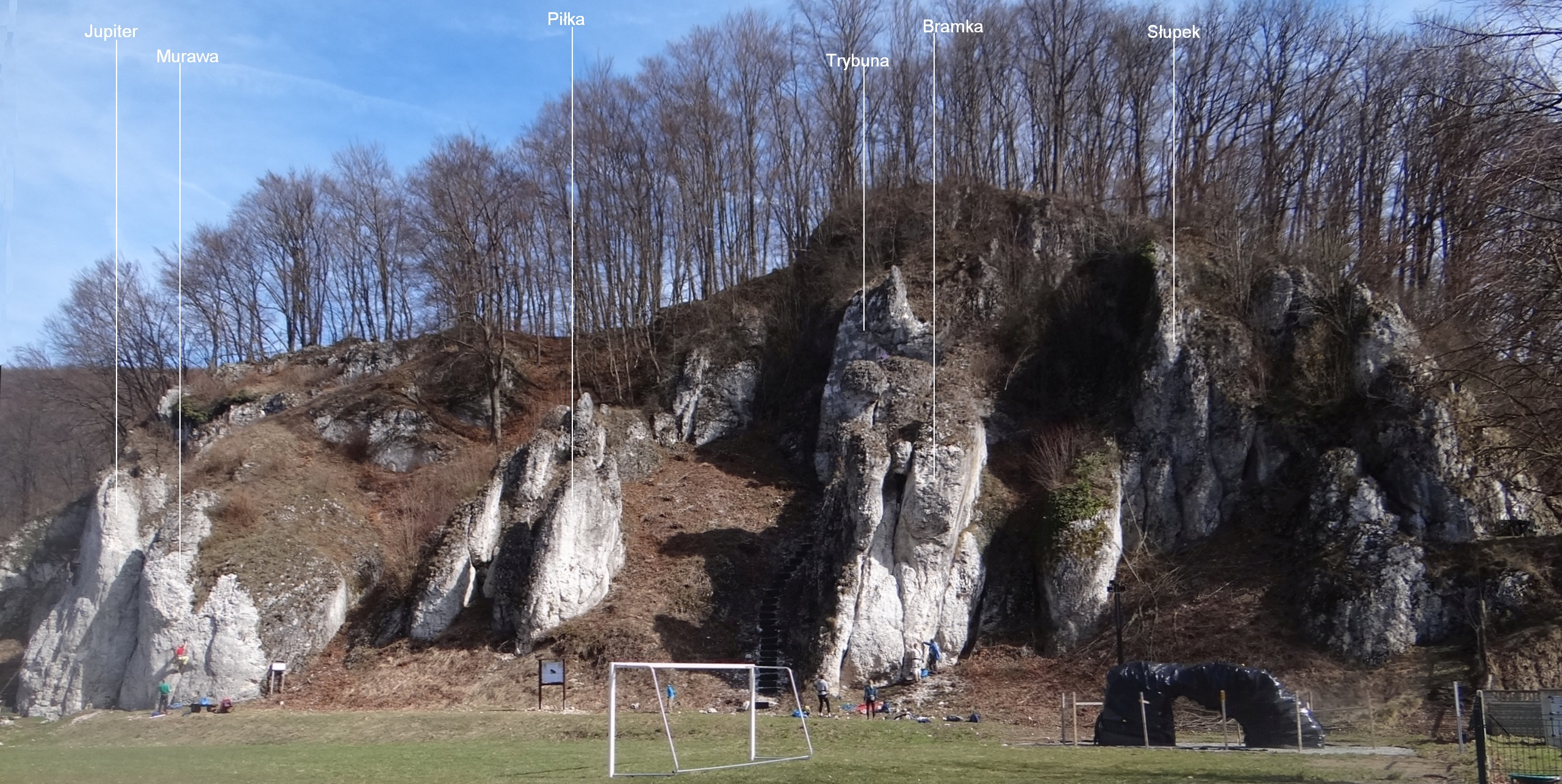
Skały nad Boiskiem

Do Skał nad Boiskiem w kolejności od północy na południe należą:
- Jupiter,
- Murawa,
- Piłka,
- Trybuna,
- Bramka,
- Słupek[1]

Pod skałami zamontowano tablice ze skałoplanami, a do znajdującej się w górnej części zbocza Trybuny wykonano schodki. W 2019 roku asekuracja znajduje się na 4 skałach (Jupiter, Murawa, Trybuna i Bramka). Planowane są dalsze prace. Skały mają wystawę południowo-zachodnią i są silnie nasłonecznione, z tego względu nadają się do wspinaczki w chłodniejsze dni. Zagospodarowany plac zabaw umożliwia rekreację rodzinną z dziećmi.